# 波姆浦洛原住民郡政府
波姆浦洛原住民郡（英語：Aboriginal Shire of Pormpuraaw）是澳大利亞昆士蘭州北部的特別地方政府，位於約克角半島之西部。由於此郡居民多為澳大利亞原住民，與州內其他地方民情有別，因此州政府成立了產權契約信託公司（Deed of Grant in Trust），以法人方式協助當地發展，並維護當地生態的成長。

## 自治會
由投票人選舉出4位居民和1位郡長以協調地方事務，4年一任；主要職責在管理捕魚、酒類飲料和商業活動。

## 外部連結
- 波姆浦洛原住民郡地圖（PDF）